# Adelheid Duvanel
Pour les articles homonymes, voir Duvanel.
Adelheid Duvanel, née le 23 avril 1936 et morte le 8 juillet 1996 à Pratteln, est une écrivaine d'expression allemande et un peintre suisse.

## Biographie
Adelheid Feigenwinter naît le 23 avril 1936 à Pratteln,. Elle est l'aînée de quatre enfants. Son père, Georg Feigenwinter, est un catholique ultra-conservateur. Sa mère, Elisabeth Lichtenhahn, est protestante et d'un caractère effacé.
Elle grandit d'abord à Pratteln puis, lorsque son père rejoint le tribunal du district, dont il deviendra président, la famille s'installe à Liestal. Traumatisée par l'institut catholique où elle est scolarisée et par le décès d'un de ses frères, elle devient aphasique et tente de se suicider à 17 ans. Elle est diagnostiquée schizophrène, internée en clinique psychiatrique où elle subit des électrochocs. Cependant, elle peint et dessine constamment, commence une formation de designer textile et publie régulièrement des textes courts dans le supplément dominical des Basler Nachrichten (de), sous le pseudonyme de Judith Januar,.
Elle épouse en 1962 le peintre Joseph Edward Duvanel (de) qui, n’appréciant guère ce qu’il considère comme de la concurrence, lui interdit de peindre,. Elle travaille en tant qu'employée de bureau et dans un institut de sondage pour nourrir la famille.
Une fille, prénommée Adelheid à la demande du père, naît en 1964. Le couple tente de s'établir à Formentera (Baléares) en 1968, mais rentre à Bâle au bout d'un an. Joseph Duvanel impose à sa femme sa nouvelle compagne,.
Adelheid mère continue cependant à écrire ; elle publie trois recueils de nouvelles entre 1976 et 1979et trouve un éditeur régulier en 1980. Cependant ses œuvres sont ignorées par les critiques lors de leur parution.
Le couple Duvanel se sépare en 1981 et, en parallèle de l'écriture, Adelheid se remet à la peinture et au dessin, surtout pendant les nombreux séjours en hôpital psychiatrique qu'elle effectue jusqu'à sa mort. Joseph Duvanel se suicide d'un coup de révolver le 20 décembre 1986.
Adelheid fille est diagnostiquée séropositive en 1985 ; elle entraîne sa mère dans la toxicomanie et la cocaïnomanie, et meurt en 2005, non sans avoir donné naissance à une fille prénommée Blanca Adela. Celle-ci est placée en famille d'accueil dès son plus jeune âge, et l'on ignore ce qu’elle est devenue,.
Adelheid Duvanel meurt d'hypothermie dans la nuit du 7 au 8 juillet 1996, endormie sous tranquillisants dans un bois de Liestal. Son suicide attire l'attention :  expositions, articles critiques sur ses écrits, prix littéraires se succèdent. Puis son œuvre est à nouveau oubliée jusqu'à la publication en 2021 de l'ensemble des recueils épuisés ainsi que des textes parus dans des journaux entre 1960 et 1979. Sa correspondance entre 1978 et 1996 paraît en 2024.

## Œuvre littéraire
« Norma est belle comme un vase porté par une main blanche et qui voudrait qu’on le laisse tomber. (Délai de grâce) »

Adelheid Duvanel n'a publié que de courtes nouvelles, dans un style rappelant le conte ou le journal, avec des personnages évoqués par leurs seuls prénoms. Elle y développe une sensibilité exacerbée pour la nature et les animaux, des rapports décalés entre humains, en avançant sur un fil fragile entre la folie et la littérature classique.
Des romans entiers tiennent dans une toute petite page, mais ses textes sont comme des paravents : derrière la minutieuse fantaisie littéraire se découvre toujours une part de sa propre vie. Incapable d'interagir avec l’extérieur, réfugiée dans un monde intérieur parallèle, Adelheid Duvanel met en scène des personnages zébrés de fêlures aux situations quotidiennes décalées, en une sorte d’anthropomorphisme inabouti.
L’inadaptation, la marginalité, la maladie mentale apparaissent comme des motifs lancinants, et ses phrases minimalistes, elliptiques, condensent une idée à l’extrême, une feinte naïveté où s’entremêlent fils de fer et fils de soie, une certaine manière de divaguer dans cette zone brouillardeuse, à équidistance du réel et du songe.

« Il y a encore quelques mois, je m’efforçais d’être sociable. J’attirais des inconnus dans ma maison ; le vin étincelait comme des fleurs de sang dans les verres que je leur tendais. Au petit matin, les yeux des jeunes femmes et des jeunes hommes se vidaient, coulaient goutte à goutte, chaudement, sur leurs cous, sautillaient sur les clavicules et descendaient en ruisselant. Mais moi, qui n’avais pas bu, j’étais assis comme de la cellophane dans le fauteuil râpé à côté du chauffage central et j’observais leurs danses ; ils se détachaient des murs auxquels ils s’étaient agrippés, et flottaient comme du lierre au gré du vent. (Le Poète) »

Cette œuvre a été rapprochée de celle de Robert Walser, par la brièveté et l'originalité des textes, les circonstances de sa disparition et le temps passé en clinique psychiatrique,  ses personnages n’ont toutefois pas l’exaltation, fût-elle désespérée, de ceux de Robert Walser.

## Œuvre picturale
Si l'écriture d'Adelheid Duvanel est tenue, ses toiles pleines de monstres rappellent certains artistes de l’art brut. Ses peintures sont colorées, simples, brutales, insoutenables parfois. Ce que sa littérature suggère, sa peinture le dévoile entièrement, sans filtre. 
Les œuvres picturales d'Adelheid Duvanel sont conservées aux Archives littéraires suisses de Berne, dans la collection de Maja Beutler, dont elle était amie, ainsi qu'au Musée du Lagerhaus à Saint-Gall. Ces dernières sont visibles en ligne.

## Publications en français
- Délai de grâce (trad. Catherine Fagnot), Vies parallèles, 2018 (ISBN 9782960199437)[20]
- Anna & moi (trad. Catherine Fagnot), Vies parallèles, 2018 (ISBN 9782960199444)
- La Maison disparue (trad. Catherine Fagnot), Corti, 2023, 112 p. (ISBN 978-2-7143-1293-8)[17]
- Histoires de vent (trad. Catherine Fagnot), Corti, 2024, 128 p. (ISBN 978-2-7143-1315-7)[21],[22],[11],
- La Correspondante (trad. Catherine Fagnot), Corti, 2025, 136 p. (ISBN 978-2-7143-1353-9)[16],[23],[24],[25]

## Publications en langue originale
Éditions disponibles :
- Œuvres complètes : (de) Elsbeth Dangel-Pelloquin (dir.), Fern von Hier – Sämtliche Erzählungen, Zürich, Limmet Verlag, 2021 (ISBN 9783039260133)
- Correspondance : (de) Angelica Baum (dir.), Nah bei dir – Briefe 1978-1996, Zürich, Limmat Verlag, 2024 (ISBN 9783039260799)

## Prix et distinctions
- 1981  prix Kleiner Basler[26]
- 1984  Kranichsteiner Literature Prize[27]
- 1987  Prix littéraire de la ville de Bâle[6]
- 1988  Prix Swiss Schiller Foundation[26]
- 1995  Guest prize, Canton de Berne[6]

### Ouvrages
- (de) Gudrun Krayfuss, Scheherezadel : eine Basler Autorin wird entdeckt : Reflexionen zu Leben und Werk von Adelheid Duvanel, Bâle, Verlag Isishaus, 1998 (ISBN 3906427013)Biographie rédigée par la femme de Felix Feigenwinter, plus jeune frère d'Adelhaid Duvanel[28]
- (de + fr) Adelheid Duvanel, Quarto, revue des Archives littéraire suisses (no 53), 2024 (ISSN 1023-6341, présentation en ligne)

### Articles
- (de) Felix Feigenwinter, « Meine Schwester Adelheid (Ma sœur Adelheid) », Transcription d'une interview à la Saarländischer Rundfunk,‎ non daté

### Catalogues picturaux
- (de) Peter Schorer, Adelheid Duvanel, Monika Jagfeld, Wände dünn wie Haut - Zeichnungen und Gemälde der Schweizer Schriftstellerin Adelheid Duvanel, Saint-Gall, Ausst.-Kat.: Museum im Lagerhaus, 2009 (ISBN 978-3-033-02125-9)
- (de + en) Thomas Röske et al., Wahnsinn sammeln - Outsider Art aus der Sammlung Dammann / Collecting madness - Outsider Art from the Dammann Collection, Zürich, Heidelberg, Ausst.-Kat.: Bettina Brand-Claussen, 2006 (ISBN 978-3-941559-37-0)

### Audio
- Sur les traces dʹAdelheid Duvanel, RTS, 8 octobre 2022, 56' 43. Écouter en ligne
- Les Histoires de vent dʹAdelheid Duvanel, RTS, 27 mai 2024, 5' 37. Écouter en ligne
- Adelheid Duvanel, mystère des lettres bâloises, RTS, 30 avril 2025, 5' 45. Écouter en ligne